# براميلا دجيابال
براميلا دجيابال (21 سبتمبر 1965) هي سياسية أمريكية وممثلة للولايات المتحدة عن الدائرة السابعة للكونغرس في واشنطن منذ عام 2017. تمثل دجيابال معظم سياتل كعضو في الحزب الديمقراطي، بالإضافة إلى بعض مناطق الضواحي في مقاطعة كينغ. مثلت دجيابال الدائرة التشريعية السابعة والثلاثين في مجلس شيوخ ولاية واشنطن منذ عام 2015 حتى عام 2017. تُعد دجيابال أول امرأة هندية أمريكية تعمل في مجلس النواب الأمريكي، وتُعد أيضًا أول امرأة عضو في الكونغرس في الدائرة، وهي أيضًا أول أمريكية آسيوية تمثل واشنطن على المستوى الفيدرالي.
كانت دجيابال ناشطة في مجال الحقوق المدنية في سياتل قبل الدخول في السياسة الانتخابية؛ وعملت حتى عام 2012 مديرة تنفيذية لشركة وان أمريكا، وهي مجموعة مناصرة للمهاجرين. أسست المنظمة، التي كانت تسمى في الأصل منطقة خالية من الكراهية، بعد هجمات 11 سبتمبر. شاركت دجيابال في رئاسة المؤتمر التقدمي للكونغرس منذ عام 2019 حتى عام 2021، وشغلت بعدها فورًا منصب الرئيس. تعمل دجيابال في كل من اللجنة القضائية ولجنة الميزانية.

## مجلس النواب الأمريكي

### الانتخابات
أعلنت دجيابال ترشحها عن الدائرة السابعة للكونغرس بواشنطن في يناير 2016، وذلك بعد أن أعلن النائب جيم ماكديرموت تقاعده. أيد بيرني ساندرز المرشحة دجيابال في أبريل. احتلت دجيابال المركز الأول في الانتخابات التمهيدية الثانية في 2 أغسطس، إلى جانب ممثل الولاية برادي والكينشو، وهو ديمقراطي أيضًا. كانت هذه المرة الأولى في تاريخ الولاية التي يتنافس فيها اثنان من الديمقراطيين على مقعد فيدرالي. عُرِف كلاهما على أنهما ديمقراطيين تقدميين. تُعد الدائرة السابعة الدائرة الأكثر ديمقراطية في شمال غرب المحيط الهادئ؛ وكان من المؤكد أن يظل المقعد في أيدي الديمقراطيين حتى لو احتل جمهوري المركز الثاني في الانتخابات التمهيدية.
اعترضت دجيابال وأنصارها في الأسابيع الأخيرة من السباق الانتخابي على مزاعم بعدم تقديم والكينشو تشريعات كافية. فازت دجيابال في الانتخابات العامة بنسبة 56% من الأصوات.

### فترة الولاية
أصبحت دجيابال أول امرأة هندية أمريكية تخدم في مجلس النواب الأمريكي. اعترضت على 16 صوتًا انتخابيًا لجورجيا في 6 يناير 2017، والتي فاز بها دونالد ترامب بأكثر من 200 ألف صوت. رُفِض الاعتراض نظرًا لعدم تأييد أي عضو في مجلس الشيوخ لاعتراضها.
قدمت دجيابال والممثل جيمي راسكين حزمة ترامب للشفافية، وهي سلسلة من مشاريع القوانين التي تهدف إلى تعزيز الشفافية والقضاء على تضارب المصالح في البيت الأبيض الذي يرأسه ترامب. قدمت دجيابال وزملاؤها من الرؤساء المشاركين، لفريق العمل المعني بالعدالة المناخية والبيئية التابعة للأمم المتحدة، حزمة من مشاريع قوانين العدالة البيئية لمكافحة تأثير تغير المناخ على مجتمعات الخطوط الأمامية. تدعم دجيابال الرعاية الصحية الشاملة، وشاركت في رعاية قانون الرعاية الصحية الموسعة والمحسّنة للجميع. انضمت دجيابال إلى حزب العدالة الديمقراطي في 16 أبريل 2018.
التقت دجيابال بالناخبين من دائرتها بالكونغرس بدلًا من حضور حفل تنصيب ترامب. وصفتها صحيفة ذا نيشن بأنها «زعيمة المقاومة»، نقلًا عن زعيمة الأقلية نانسي بيلوسي التي وصفتها دجيابال بأنها «نجمة صاعدة في التجمع الديمقراطي». اعتذر النائب دون يونغ لها في سبتمبر بعد أن وصفها بكلمة «الفتاة» في جدال متبادل انتشر على نطاق واسع. تكلمت دجيابال عن مواجهتها للتمييز الجنسي من قبل زملائها في الكونغرس. تُعد دجيابال الراعي المشارك للتشريعات التي تهدف إلى جعل الكليات والجامعات العامة معفاة من الرسوم الدراسية لمعظم العائلات، وتقليل ديون الطلاب بشكل كبير.
صوتت دجيابال ضد قرار مجلس النواب الذي يدين قرار مجلس الأمن التابع للأمم المتحدة بشأن المستوطنات الإسرائيلية المقامة على الأراضي الفلسطينية المحتلة في الضفة الغربية. صوتت في يوليو 2019 ضد قرار في مجلس النواب يدين حركة المقاطعة، وسحب الاستثمارات، وفرض العقوبات التي تستهدف إسرائيل. مُرِّر القرار رقم 398-17.
أصدر 57 عضوًا في مجلس النواب، ومن ضمنهم دجيابال، إدانة بحق تشويه الهولوكوست (إدانة محرقة اليهود) في أوكرانيا وبولندا في 25 أبريل 2018. انتقدوا أيضًا قانون الهولوكوست الجديد في بولندا، والذي من شأنه تجريم اتهام البولنديين (كأمة) بالتواطؤ في الهولوكوست؛ وذلك بالإضافة إلى انتقادهم قوانين الذاكرة الأوكرانية لعام 2015 (المرتبطة بقوانين اجتثاث الشيوعية)؛ والتي تمجد جيش المتمردين الأوكرانيين وقادته المؤيدين للنازية، مثل رومان شوخيفيتش.
قدمت دجيابال قانون الرعاية الصحية للجميع لعام 2019 تحت رعايتها في فبراير 2019 مع أكثر من 100 من الرعاة المشاركين. سينشئ مشروع القانون نظام تأمين رعاية صحية شامل ومضمون ممول من القطاع العام لكل مقيم في الولايات المتحدة. مثّل القانون استمرارًا لحملة التقدميين طويلة الأمد في الكونغرس لإدخال نظام رعاية صحية مضمونة. قدمت دجيابال تشريعًا مشابهًا لقرار الكونغرس رقم مئة وسبعة عشر في عام 2021.
أصدر مجلس النواب قرارًا بسحب الدعم الأمريكي للتحالف الذي تقوده السعودية في اليمن في أبريل 2019؛ فكانت دجيابال واحدة من تسعة نواب وقعوا رسالة إلى ترامب يطلبون فيها الاجتماع معه؛ ويحثونه على التوقيع على «قرار مجلس الشيوخ المشترك رقم 7 الذي يستند إلى قرار صلاحيات الحرب لعام 1973 لإنهاء المشاركة العسكرية الأمريكية غير المصرح بها في النزاع المسلح للتحالف الذي تقوده السعودية ضد قوات الحوثيين اليمنية، والذي بدأته إدارة أوباما في عام 2015». أكدوا أيضًا أن «فرض التحالف بقيادة السعودية حصارًا جويًا وبريًا وبحريًا كجزء من حربه ضد الحوثيين في اليمن استمر في منع التوزيع دون عوائق لهذه السلع الحيوية؛ مما يساهم في معاناة وموت أعداد كبيرة من المدنيين في جميع أنحاء البلاد»؛ وأن موافقة ترامب على القرار من خلال توقيعه ستعطي «إشارة قوية للتحالف الذي تقوده السعودية لإنهاء الحرب المستمرة منذ أربع سنوات».
قدمت دجيابال في ديسمبر 2019 مشروع قانون لحث الهند على رفع القيود المفروضة على الاتصالات في كشمير. قُدِّمت هذه القيود كجزء من إلغاء الهند وضع جامو وكشمير الخاص في أغسطس 2019. ألغى وزير خارجية الهند اجتماعًا مع المشرعين الأمريكيين في وقت لاحق من ذلك الشهر، مستشهدًا بإدراج دجيابال على قائمة المدعوين. لم يشهد مشروع القانون أي حركة منذ تقديمه في الكونغرس.
أيدت دجيابال في 20 يناير 2020 السناتور بيرني ساندرز في الانتخابات التمهيدية الرئاسية الديمقراطية لعام 2020. تدعم دجيابال خفض الإنفاق العسكري الأمريكي، وحاولت هي وباربرا لي ومارك بوكان تقليل حجم قانون تفويض الدفاع الوطني البالغ 740 مليار دولار للسنة المالية 2021، ولكن اقتراحهم واجه الرفض بالقرار رقم 93-324.
تُعد دجيابال من مؤيدي قانون «الطريق الجديد للمضي قدمًا» لعضو مجلس نواب إلينوي النائب خيسوس «تشوي» غارسيا، والذي يدعو إلى إصلاح نظام الهجرة. هي أيضا من مؤيدي تعديل الحقوق المتساوية.